# Muong Ping
Xã Hướng Linh  ou Muong Ping est un village du Vietnam dans la province de Quảng Trị sur la côte centrale du Nord, à la frontière du Laos.

## Histoire
Isabelle Massieu le visite en 1897.